# Бариляк, Роман Александрович
Роман Александрович Бариляк (18 февраля 1912 года, Львов — 22 августа 1988 года, Львов) — советский оториноларинголог, доктор медицинских наук (1961), профессор (1963). Отец профессора И. Р. Бариляка (1942—2009).

## Биография
Родился 18 февраля 1914 года в г. Львове.
В 1935 году окончил медицинский факультет Львовского университета. По окончании университета служил в армии полковым врачом.
Место работы: ординатор хирургической клиники Львовского университета (1937—1938), ординатор ЛОР отдела больницы во Львове (1938—1939), ординатор I-й Советской больницы во Львове (1939—1941), с 1944 года — доцент ЛОР кафедры Львовского государственного медицинского университета (ныне Львовский национальный медицинский университет имени Данила Галицкого), с 1963 года — профессор кафедры.
В 1948 году защитил кандидатскую диссертацию на тему: «Склерома верхних дыхательных путей», в 1961 году — докторскую диссертацию на тему: «Клиническая цитология склеромной гранулемы».
В 1944—1946 и 1964—1981 годах заведовал кафедрой оториноларингологии Львовского государственного медицинского института, с
1981 по 1984 год — научный консультант кафедры.
Под руководством Р. Бариляка был разработан цитологический метод обследования склеромы, одним из первых он стал использовать стрептомицин для лечении склеромы, занимался обследованием жителей западных областей Украины на предмет выявления больных склеромой. Научная деятельность посвящена ЛОР онкологии, эндоскопической диагностики болезней ЛОР органов, хронического тонзиллита, синусита, тимпанопластики. Р. Бариляк подготовил 13 кандидатов медицинских наук и одного доктора медицинских наук.
Скончался 22 августа 1987 года во Львове, похоронен на Лычаковском кладбище, сектор № 70.

## Труды
Роман Александрович Бариляк является автором около 125 научных трудов, среди которых две монографии, пять учебных пособий. Его основные работы:
- «Стрептомицин — эффективное средство при лечении больных склеромой дыхательных путей» (1952);
- «Цитологические склеромы» (1957);
- «Цитологические изменения склеромной гранулёмы в динамике болезненного процесса» (1959);
- «Состояние бронхиального дерева у больных склеромой» (1966);
- «Флюоресцентная микроскопия клеток склеромной гранулёмы» (1969);
- «Эндоскопия дыхательных путей и пищевода» (1971);
- «Склерома» (1974);
- «Практикум по оториноларингологии» (1981);
- «Реабилитация голоса после удаления гортани» (1984).

## Награды
- Медаль «За доблестный труд в Великой Отечественной войне»
- Знак «Отличник здравоохранения».